# Résolution 385 du Conseil de sécurité des Nations unies
Membres permanents
- Chine
- États-Unis
- France
- Royaume-Uni
- URSS

Membres non permanents
- Bénin
- Guyana
- Italie
- Japon
- Libye
- Pakistan
- Panama
- Roumanie
- Suède
- Tanzanie

Résolution no 384 Résolution no 386
La résolution 385 du Conseil de sécurité des Nations unies est adoptée à l'unanimité lors de la 1 885e séance du Conseil de sécurité des Nations unies le 30 janvier 1976,  a rappelé les résolutions précédentes sur le sujet ainsi qu'un avis consultatif de la Cour internationale de justice selon lequel l'Afrique du Sud était dans l'obligation de retirer sa présence du territoire de la Namibie. La résolution a réaffirmé la responsabilité juridique des Nations unies sur la Namibie, a exprimé sa préoccupation face à la poursuite des actions illégales de l'Afrique du Sud et a déploré la militarisation de la Namibie.
Le Conseil a ensuite exigé que l'Afrique du Sud mette fin à sa politique de bantoustans et à ses tentatives visant à se soustraire aux exigences des Nations unies. Le reste de la résolution exige que l'Afrique du Sud promette d'autoriser une élection organisée par les Nations unies pour choisir un futur gouvernement, de libérer tous les prisonniers politiques, de quitter la Namibie et de respecter le droit international.

### Sources
- (en) Cet article est partiellement ou en totalité issu de l’article de Wikipédia en anglais intitulé « United Nations Security Council Resolution 385 » (voir la liste des auteurs).

### Texte
- Résolution 385 sur fr.wikisource.org
- Résolution 385 sur en.wikisource.org